# غارسيا باريوس
غارسيا باريوس (بالإسبانية: Gracia Barrios) هي رسامة تشيلية، ولدت في 27 يونيو 1927 في سانتياغو في تشيلي.